# 5-метокси-диизопропилтриптамин
5-метокси-диизопропилтриптамин (5-MeO-DiPT) — психоактивное вещество класса триптаминов.

## Эффекты

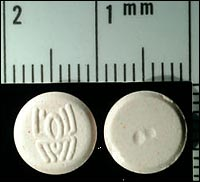
Таблетки с 5-MeO-DiPT

Активная доза вещества — 7—12 мг. Erowid сообщает о следующих эффектах при употреблении человеком:

### Позитивные
- Улучшение настроения, эйфория.
- Усиление тактильных ощущений, обоняния и т. п.
- Сексуальная заинтересованность (повышение либидо).
- Эмоциональная открытость.
- Снижение агрессии, враждебности и ревности.
- Снижение чувства страха, тревоги и неуверенности.
- Увеличение энергии и выносливости.

### Нейтральные
- Внетелесный опыт, сильная диссоциация.
- Чувство энергии в теле и мышцах.
- Слуховые иллюзии.
- Визуальные иллюзии, образы при открытых и закрытых глазах, «след» при движении, сменяющиеся цвета.
- Физическое и психическое возбуждение.

### Негативные
- Возможны неприятные ощущения в желудке, газы и рвота.
- Возможны незначительные сжимания челюсти.
- Возможна диарея.
- Тревожное возбуждение.
- Напряжение мышц / дискомфорт.
- Возможна импотенция у мужчин во время действия препарата при высоких дозах.
- Сильные галлюцинации, диссоциация

## Фармакология
Механизм, оказывающий психоделический и энтеогенный эффект 5-MeO-DIPT на человека — в первую очередь агонизм 5-HT2A-рецептора. Помимо этого оказывают влияние дополнительные механизмы действия, такие как торможение обратного нейронального захвата моноаминов.

## Передозировка
Большие дозировки вызвали клиническую интоксикацию, для которой характерны тошнота, рвота, возбуждение, артериальная гипотензия, мидриаз, тахикардия и галлюцинации, наблюдавшееся у молодых людей. У одного человека наблюдалась рабдомиолиз и почечная недостаточность, и ещё один умер через 3—4 часа после ректальной передозировки.

## Правовой статус
5-MeO-DIPT был запрещён в Германии с сентября 1999 года, в Греции с февраля 2003 года, в Дании с февраля 2004 года, в Швеции с октября 2004 года, в Японии с апреля 2005 года, в Сингапуре с 2006 года, на Украине 31 мая 2010 года.